# Braco francês tipo gascão
A braco francês tipo gascão[Nota] (em sueco:  braque français, type gascogne) é uma raça de cão francesa, conhecida em seu país de origem como a variadade de braco de pernas longas do sul. Chamado clássico, foi salvo no início do século XX por dois criadores. Primordialmente utilizado como cão de trabalho nas regiões da Gasconha e dos Pirenéus, é ainda conhecido por seu adestramento fácil e como bom cão de companhia, por demonstrar apreço pela presença humana.